# Belisana hormigai
Belisana hormigai is een spinnensoort uit de familie trilspinnen (Pholcidae). De soort komt voor in Thailand.